# Campeonato Mundial de Ciclismo en Pista de 1929
El XXXII Campeonato Mundial de Ciclismo en Pista se celebró en Zúrich (Suiza) entre el 11 y el 18 de agosto de 1929 bajo la organización de la Unión Ciclista Internacional (UCI) y la Federación Suiza de Ciclismo.
Las competiciones se realizaron en el Velódromo de Zúrich Oerlikon. En total se disputaron tres pruebas, dos para ciclistas profesionales y una para ciclistas amateur.

## Medallistas

### Profesional
| Evento               | Oro                      | Plata                        | Bronce                 |
| -------------------- | ------------------------ | ---------------------------- | ---------------------- |
| Velocidad individual | Lucien Michard Francia   | Piet Moeskops · Países Bajos | Ernst Kaufmann · Suiza |
| Medio fondo          | Georges Paillard Francia | Victor Linart · Bélgica      | Paul Krewer · Alemania |

### Amateur
| Evento               | Oro                              | Plata                     | Bronce                 |
| -------------------- | -------------------------------- | ------------------------- | ---------------------- |
| Velocidad individual | Antonius Mazairac · Países Bajos | Sydney Cozens Reino Unido | Willy Gervin Dinamarca |

## Medallero
| Núm. | País         | Oro | Plata | Bronce | Total |
| ---- | ------------ | --- | ----- | ------ | ----- |
| 1    | Francia      | 2   | 0     | 0      | 2     |
| 2    | Países Bajos | 1   | 1     | 0      | 2     |
| 3    | Bélgica      | 0   | 1     | 0      | 1     |
| 3    | Reino Unido  | 0   | 1     | 0      | 1     |
| 5    | Alemania     | 0   | 0     | 1      | 1     |
| 5    | Dinamarca    | 0   | 0     | 1      | 1     |
| 5    | Suiza        | 0   | 0     | 1      | 1     |
|      | TOTAL        | 3   | 3     | 3      | 9     |